# Hlybochok (consejo de la aldea Savran)
Hlybochok  (ucraniano: Глибочок) es una localidad del Raión de Podilsk en el Óblast de Odesa de Ucrania. Según el censo de 2001, tiene una población de 237 habitantes.